# 우크라이나 국민위병
우크라이나 국민위병 (NGU; 우크라이나어: Національна гвардія України, Natsionalna hvardiya Ukrayiny)은 우크라이나군의 예비역 군대로 2014년 우크라이나 내무부의 우크라이나 내무군을 바탕으로 부활한 군대다. 국민위병은 2014년 3월 13일 2014년 크림 위기 당시 러시아의 우크라이나 군사 개입으로 인해 긴장이 고조되었을 때 만들어진 군이다.
원래 국민위병은 1991년 11월 4일 독립 선언 직후에 최고 라다의 감독 하에 창설된 집단이다. 그러나, 2000년 1월 11일 당시 우크라이나의 대통령 레오니드 쿠치마의 '비용 절감 운동'의 일환으로 해체되었다. 1995년부터 2000년까진 우크라이나 국민위병과 내무군이 동시에 존재했다.

## 같이 보기
- 우크라이나 내무군
- 우크라이나 국경 방위 대대